# کتاب چهارخطی
چهارخطی:کندوکاوی در تاریخ رباعی فارسی کتابی به نویسندگی سیدعلی میرافضلی است که در سال ۱۳۹۷ توسط نشر سخن به زبان فارسی منشتر شد. این کتاب در زمینه تاریخ و نقد ادبی بوده و در زمستان ۱۳۹۸ در فهرست نامزدهای دریافت جایزه کتاب سال قرار گرفت.
کتاب چهارخطی:کندوکاوی در تاریخ رباعی فارسی به عنوان یکی از برگزیدگان سی و هفتمین دوره کتاب سال ایران انتخاب شد.
برگزیدگان و شایستگان تقدیر سی و هفتمین دوره کتاب سال ۱۶ بهمن ۱۳۹۸ در مراسم واقع در تالار وحدت با حضور رئیس‌جمهور، حسن روحانی، معرفی شدند.

## دربارهٔ کتاب
این کتاب، مجموعه ۱۰۱ یادداشت کوتاه است که طیف متنوعی از موضوعات را در حوزه رباعی فارسی در برمی‌گیرد و دامنه‌ای هزارساله را از طلیعه تاریخ رباعی تا رباعی دهه نود شمسی پوشش می‌دهد.

## جوایز
- کتاب برگزیده سال ۱۳۹۸[۸]

## کتاب سال
کتاب سال عنوان یک جایزه نیمه‌دولتی ایرانی است که هر ساله در بهمن ماه توسط خانه کتاب ایران با تأیید نهایی وزیر فرهنگ و ارشاد اسلامی به نویسندگان برگزیده و شایسته تقدیر در بخش‌های کلیات، فلسفه و روانشناسی، دین، علوم اجتماعی، زبان، علوم کاربردی، هنر، ادبیات و تاریخ و جغرافیا اعطا می‌شود.
پیش تر این جایزه تحت عنوان جایزه سلطنتی کتاب سال از سوی بنیاد پهلوی به کتاب‌های برگزیدهٔ اهدا می‌شد و تا نوروز ۱۳۵۷ ادامه داشت.